# 仙境 (虛構世界)
仙境（英語：Wonderland），也稱為魔境，是英國作家路易斯·卡羅在1865年的兒童奇幻小說《愛麗絲夢遊仙境》中創造的一個虛構奇幻世界。

## 地理
在故事中，愛麗絲因追逐白兔，無意中從一個兔子洞內的地下通道進入仙境:408。這個地方顯然是在牛津郡地下的某處，但卡羅並沒有具體指出它有多深，不過他有推測愛麗絲是否可能已到達了地球的中心。這片土地生長著蘑菇，亦有著庭園和大量的房子，如公爵夫人和白兔的房屋。仙境還有一個海岸，是假海龜居住的地方。

## 政府

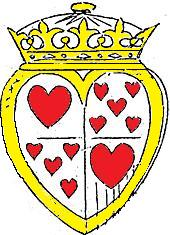
徽章。

這塊土地名義上是由紅心王后所統治，她對於死刑所下達的異想天開的命令常被紅心國王否決。仙境至少有一位公爵夫人。

## 居民
主要的族群以紙牌的花色分類，包括皇室人員（紅心）、大臣（鑽石）、士兵（黑梅花）和僕人（黑桃），此外還有很多會說話的動物。愛麗絲所遇見的角色包括：
- 蜥蜴比爾
- 智蟲
- 柴郡貓
- 渡渡鳥
- 睡鼠
- 公爵夫人
- 鷹頭獅身怪（英语：Gryphon (Alice's Adventures in Wonderland)）
- 紅心國王
- 紅心女王
- 紅心武士（英语：Knave of Hearts (Alice's Adventures in Wonderland)）
- 瘋帽客
- 三月兔
- 假海龜
- 白兔

## 相關改編
在1951年的迪士尼動畫電影《愛麗絲夢遊仙境》中呈現了仙境。
在2010年代的和電影中，仙境被命名為「下界」（Underland），愛麗絲小時候造訪該處時誤聽了這個名字，以為它是「Wonderland（仙境）」。導演提姆·波頓表示，就跟任何童話中的土地一樣，仙境中的事物有好也有壞。

## 外部連結
- 仙境的地圖（页面存档备份，存于）